# ویکتور موزس
ویکتور موزس (انگلیسی: Victor Moses؛ زادهٔ ۱۲ دسامبر ۱۹۹۰) بازیکن فوتبال اهل نیجریه می‌باشد که برای باشگاه فوتبال اسپارتاک مسکو بازی می‌کند.
از باشگاه‌هایی که در آن بازی کرده‌است می‌توان به کریستال پالاس، ویگان اتلتیک، چلسی، استوک سیتی، وستهام یونایتد و فنرباغچه اشاره کرد.

## آمار بازی‌های ملی
| تیم ملی             | فصل     | دوستانه | دوستانه | ویکتوری شیلد | ویکتوری شیلد | مسابقات اروپایی | مسابقات اروپایی | جام جهانی | جام جهانی | مجموع | مجموع |
| تیم ملی             | فصل     | بازی    | گل      | بازی         | گل           | بازی            | گل              | بازی      | گل        | بازی  | گل    |
| ------------------- | ------- | ------- | ------- | ------------ | ------------ | --------------- | --------------- | --------- | --------- | ----- | ----- |
| زیر ۱۶ سال انگلستان | ۰۶–۲۰۰۵ | ۰       | ۰       | ۲            | ۰            | ۰               | ۰               | ۰         | ۰         | ۲     | ۰     |
| زیر ۱۷ سال انگلستان | ۰۷–۲۰۰۶ | ۸       | ۳       | –            | –            | ۴               | ۳               | ۳         | ۳         | ۱۵    | ۹     |
| زیر ۱۹ سال انگلستان | ۰۹–۲۰۰۸ | ۱       | ۰       | –            | –            | ۱۱              | ۲               | ۰         | ۰         | ۱۲    | ۲     |
| زیر ۲۱ سال انگلستان | ۱۱–۲۰۱۰ | ۱       | ۰       | –            | –            | ۰               | ۰               | ۰         | ۰         | ۱     | ۰     |
| مجموع               | مجموع   | ۱۰      | ۳       | ۲            | ۰            | ۱۵              | ۵               | ۳         | ۳         | ۳۰    | ۱۱    |